# Goszczanów (plaats)

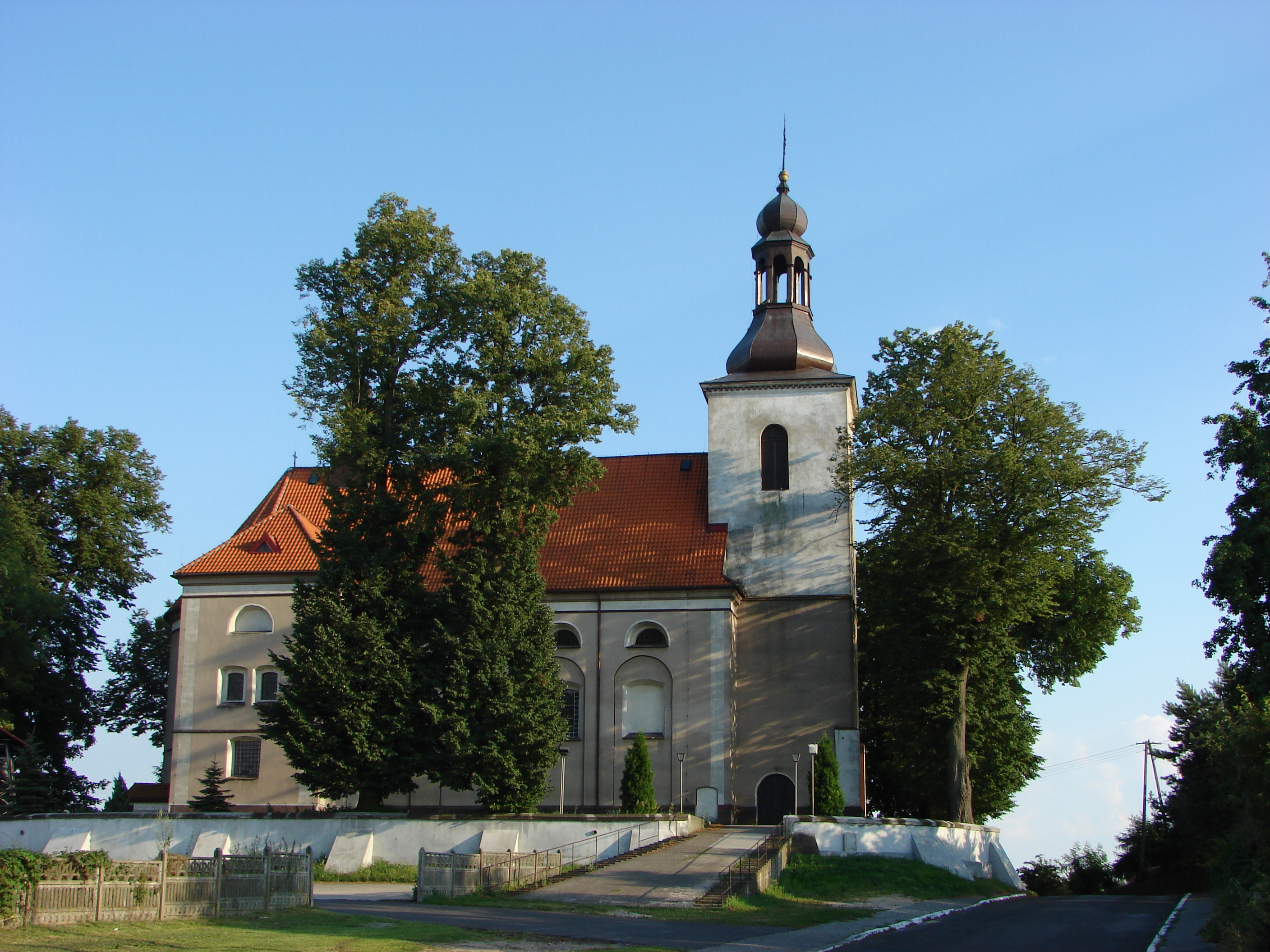
De parochiekerk van St. Martin uit 1660.

Goszczanów is een dorp in het Poolse woiwodschap Łódź, in het district Sieradzki. De plaats maakt deel uit van de gemeente Goszczanów en telt 850 inwoners (2006).